# Okręg Hunedoara
Hunedoara – okręg w zachodniej Rumunii (Siedmiogród oraz fragment Kriszany), ze stolicą w mieście Deva. W 2011 roku liczył 418 565 mieszkańców. Okręg ma powierzchnię 7063 km², a w 2002 roku gęstość zaludnienia wynosiła 76 osób/km².

## Struktura narodowościowa
Według spisu ludności z roku 2011 okręg Hunedoara zamieszkiwały następujące narodowości:
- Rumuni - 87,9%
- Węgrzy - 3,8%
- Romowie - 1,8%
- Niemcy - 0,232%
- Włosi - 0,027%
- Ukraińcy - 0,027%
- Słowacy - 0,015%
- Chińczycy - 0,014%
- Polacy - 0,012%
- Żydzi - 0,011%

## Miasta
- Hunedoara (węg. Vajdahunyad)
- Deva (węg. Déva)
- Petroszany (rum. Petroșani, węg. Petrozsény)
- Vulcan (węg. Vulkán)
- Lupeni (węg. Lupény)
- Petrila (węg. Petrilla)
- Orăștie (węg. Szászváros)
- Brad (węg. Brád).

## Gminy
- Baia de Criș
- Balșa
- Bănița
- Baru
- Băcia
- Băița
- Bătrâna
- Beriu
- Blăjeni
- Boșorod
- Brănișca
- Bretea Română
- Buceș
- Bucureșci
- Bulzeștii de Sus
- Bunila
- Burjuc
- Cerbăl
- Certeju de Sus
- Cârjiți
- Crișcior
- Densuș
- Dobra
- General Berthelot
- Ghelari
- Gurasada
- Hărău
- Ilia
- Lăpugiu de Jos
- Lelese
- Lunca Cernii de Jos
- Luncoiu de Jos
- Mărtinești
- Orăștioara de Sus
- Pestișu Mic
- Pui
- Rapoltu Mare
- Răchitova
- Ribița
- Râu de Mori
- Romos
- Sarmizegetusa
- Sălașu de Sus
- Sântămăria-Orlea
- Șoimuș
- Teliucu Inferior
- Tomești
- Toplița
- Totești
- Turdaș
- Vața de Jos
- Vălișoara
- Vețel
- Vorța
- Zam